# Tom Clancy’s Ghost Recon: Desert Siege
Tom Clancy’s Ghost Recon: Desert Siege (с англ. — «Осада в Пустыне») — игра в жанре тактический шутер, разработанная компанией Red Storm Entertainment и изданная Ubisoft Entertainment в 2002 году как расширенное дополнение для Microsoft Windows. Оно использует ресурсы оригинальной игры, но добавляет новую кампанию из 8 миссий, 5 новых карт, оружие, врагов и технику.
Нововведением стали другие противники и техника из оригинала, но в пустынной окраске — Т-72, БМП-2, SA-13, М35, кроме того, джип «M151» и внедорожник с корпусом «Пикап».
Модификация была выпущена для Microsoft Windows как отдельная покупка и может быть разблокирована как новая кампания в версии PS2 Tom Clancy’s Ghost Recon, она также поставляется вместе с портом на Mac. В пакет расширения добавлены два новых многопользовательских игровых режима (превосходство и осада).

## Сюжет
2009 год. Прошлогодние события в России привели к геополитической нестабильности, вылившейся в множество конфликтов по всему миру. Крупнейшим из них стала война Эфиопии с Эритреей — в Эфиопии власть захватил полковник Тесфайе Вольд, решивший вернуть Эфиопии выход к морю и задушить молодую Эритрейскую демократию. 
Полковник Тесфайе Вольд из эфиопской армии участвовал в незаконной торговле оружием с российскими ультранационалистами, которые продавали оружие по низким ценам для финансирования своего государственного переворота в предыдущем году. Полковник Вольд, недавно получивший арсенал, свергает эфиопское правительство и пользуется возможностью вернуть Эритрею, которая обрела независимость в 1993 году от Эфиопии. Ситуация приобретает международный интерес, когда конфликт угрожает судоходным дорогам в Красное море. В ответ на просьбу правительства Эритреи Естественно о международной поддержке США направляют в Эритрею миротворческий контингент во главе с командой «Призраки», чтобы остановить полковника Вольда от дальнейшего продвижения.
«Призраки» прибывают в Эритрею, уничтожая эфиопский оккупационный лагерь недалеко от пляжа и берут под контроль эритрейский нефтеперерабатывающий завод, который был захвачен эфиопской армией. Затем «Призраки» освобождают депо от эфиопов, освобождая рабочих в этом процессе. Затем они сопровождают конвой гуманитарной помощи. После этого они вытесняют эфиопов из Эритреи и захватывают одного из высокопоставленных лейтенантов Вольда. Вольд пытается покорить Эритрею в последнем акте неповиновения, ведя колонну танков через границу, на что в ответ полностью уничтожается «Призраками». Остатки эфиопской армии подчиняются военным США, законное правительство Эфиопии восстанавливается и Эритрея освобождается.

## Миссии
| Место действия                                       | Дата и время             | Название операции                          | Сюжет | Задание |
| ---------------------------------------------------- | ------------------------ | ------------------------------------------ | --- | --- |
| Эритрея, Самхар Арайя                                | 16 мая 2009 года, 03:00  | Жгущий песок — Берег                       | «Призраки» скрытно высаживаются на побережье с целью обеспечить высадку основного десанта. Зачистить два лагеря эфиопов, подавить пулемётное гнездо и захватить радиостанцию. | 1. Уничтожьте лагерь на берегу 2. Нейтрализуйте пулемёты 3. Захватите территорию у радиовышек X. Уничтожьте базовый палаточный лагерь    |
| Эритрея, Массауа                                     | 23 мая 2009 года, 11:00  | Огненный факел — Перерабатывающий комплекс | Эфиопские части при отступлении собрались взорвать «перерабатывающий комплекс» возле Массауа. Уничтожить саперов, спасти инженеров завода, захваченных в заложники, по возможности зачистить район действия. | 1. Уничтожьте отряд подрывников 2. Спасите захваченных рабочих 3. Достигните зоны эвакуации X. Уничтожьте все силы противника            |
| Эритрея, Юг пустыни Денакил Арайя                    | 29 мая 2009 года, 15:30  | Холодный пар — Железнодорожное депо        | Эфиопы получают подкрепления по железной дороге. Уничтожить ЗРК возле основной станции разгрузки, зачистить КП противника, захватить станцию, по возможности захватить «секретные документы». | 1. Уничтожьте передвижную ЗРК 2. Нейтрализуйте палаточный лагерь 3. Захватите здания складов X. Захватите предметы для разведки          |
| Эфиопия, Тигрэй Килил                                | 4 июня 2009 года, 16:00  | Тихий ангел — Русло реки                   | Война, оказывается, совпала по времени с сильной засухой в Эфиопии. Эфиопские войска повадились грабить караваны с гуманитарной помощью. Обеспечить прохождение колонны через русло высохшей реки, по возможности зачистить район.                                                                                      | 1. Захватите ракетную установку 1 2. Захватите ракетную установку 2 3. Защитите все грузовики в конвое X. Уничтожьте все силы противника |
| Эфиопия, Пустыня Денакил                             | 11 июня 2009 года, 23:00 | Гамма сбит — Аврора                        | Самолёт-разведчик SR-71 Blackbird («Аврора») сбит над Эфиопией. Если эфиопы найдут обломки, то секретные технологии попадут на чёрный рынок. Уничтожить три основных фрагмента самолёта, зачистить блокпост эфиопов (дабы удостовериться, что они ничего не нашли), по возможности уничтожить полевой склад противника. | 1. Установите взрывчатку на обломках 2. Захватите базу противника 3. Достигните зоны эвакуации X. Захватите склад                        |
| Эритрея, Ади Кейих                                   | 16 июня 2009 года, 19:05 | Ветер призраков — Опустевший город         | Когда эфиопы отступили, они оставили множество минных полей. За минирование отвечал генерал Ашенафи Абейд, находящийся сейчас в заброшенном городе в Ади-Кейихе. Захватить карты минных полей, уничтожить стоянку техники, захватить Абейда.                                                                            | 1. Захватите карты минных полей 2. Нейтрализуйте технику противника 3. Захватите командующего 4. Доберитесь до зоны эвакуации            |
| Эритрея, Акале Гузай Арайя                           | 22 июня 2009 года, 18:00 | Коварная защита — Блок-пост                | Колонна эритрейской армии движется к границе для поддержки американских сил, но эфиопы приготовили засаду на дороге. Очистить линию траншей и дотов, захватить командный пост, уничтожить вражескую технику, уйти в зону эвакуации.                                                                                     | 1. Нейтрализуйте блокпост и снайперов 2. Захватите укрепления 3. Нейтрализуйте всю технику врага 4. Доберитесь до зоны эвакуации         |
| Эритрея, Переправа через Мереб Венз, около Ади Квала | 25 июня 2009 года, 11:00 | Порванное знамя — Танк                     | Тесфае Вольд, видя поражения, собрал всю оставшуюся технику и лично повел войска в контратаку. Захватить переправу и мост, уничтожить колонну и ЗРК. | 1. Захватите вспомогательную переправу 2. Нейтрализуйте передвижной ЗРК 3. Остановите танковую колонну 4. Нейтрализуйте защитников моста |

### Карты
| Место действия           | Дата и время               | Название операции |
| ------------------------ | -------------------------- | ----------------- |
| Форт Брегг, ЦН           | 10 апреля 2009 года, 06:00 | Крепость          |
| Южноосетинская автономия | 24 апреля 2008 года, 10:00 | День фермера      |
| Около Такома, Вашингтон  | 12 апреля 2009 года, 18:00 | Залив             |
| Форт Драм, Нью-Йорк      | 14 апреля 2009 года, 11:15 | Пустошь           |
| Хот Спрингс, Колорадо    | 16 апреля 2009 года, 16:00 | Ущелье            |

## Персонажи

### Специалисты команды «Призраки»[3]
- Линда Кохен (англ. Lindy Cohen) — сержант США, стрелок, XM-29 OICW/GL.
- Дитер Мунц (англ. Dieter Munz) — фельдфебель Германии, прикрытие, пулемётчик с MG-3.
- Скотт Ибрагим (англ. Scott Ibrahim) — сержант США, снайпер, M-82.
- Найджел Тунней (англ. Nigel Tunney) — сержант Великобритании, сапёр, CA-80 и M-136.
- Джудит Хейл (англ. Jodit Haile) — капрал Эритреи, прикрытие, пулемётчик с ПКМ.

### Другие лица
- Тесфае Вольд (англ. Tesfaye Wolde) (†) — главный антагонист расширенного дополнения Desert Siege, полковник Эфиопии, который напал на Эритрею в мае 2009 года. Он купил оружие у русских ультранационалистов, что и позволило им вести войну. В попытке лично сплотить войска уничтожен командой «Призраки» вместе с танковой колонной из трёх Т-72 и всем окружением.
- Ашенафи Абейт (англ. Ashenafi Abate) — солдат Эфиопии и личный друг полковника Тесфае Вольда. Во время эритрейской войны Абате и его команда создали базовый лагерь в заброшенной деревне. Когда после отступления эфиопы установили противопехотные мины, Абейт имел полные карты с их расположением в своем полевом штабе неподалеку от своей резиденции. Команда «Призраки» захватила его в плен вместе с картами минных полей, попутно уничтожив личную охрану.

## Оценки
| Сводный рейтинг    | Сводный рейтинг |
| Агрегатор          | Оценка          |
| ------------------ | --------------- |
| GameRankings       | 83,17 %         |
| Metacritic         | 82/100          |
| Иноязычные издания |                 |
| Издание            | Оценка          |
| AllGame            | [ 6 ]           |
| Eurogamer          | 9/10            |
| GameSpot           | 8/10            |
| GameSpy            | 80 %            |
| GameZone           | 8,5/10          |
| IGN                | 8,6/10          |
| PC Gamer (US)      | 90 %            |

Tom Clancy's Ghost Recon: Desert Siege был встречен положительным приемом после выпуска; GameRankings дал ему оценку 83,17%, в то время как Metacritic дал ему 82 из 100.